# Коннан Мокасин
Коннан Тант Хосфорд (англ. Connan Tant Hosford), более известный под сценическим псевдонимом Коннан Мокасин (англ. Connan Mockasin), а иногда и как Коннан Хосфорд (англ. Connan Hosford) — новозеландский музыкант, композитор и продюсер звукозаписи. Признанный критиками и описанный как «чудак в стиле психо-фанк… противоречивый», Мокасину приписывают пересечение психоделической и инди-музыки XXI века и хвалят за его уникальный и изолированный подход к написанию песен.
Мокасин родился в Ньютауне, Веллингтон, и вырос в Те-Аванге, Хокс-Бей, среди сельских виноградников. Будучи сыном музыканта, он учился в школе в Хэвлок-Норт. Свою сценическую фамилию он получил из-за своей детской привычки делать обувь, похожую на мокасины, из овчины и старых мотоциклетных покрышек. Он переехал в Веллингтон в 20 лет, чтобы продолжить свою музыкальную карьеру, играл в различных группах до образования основной Connan and The Mockasins в 2006 году. В том же году они переехали в Великобританию, а Мокасина стали преследовать звукозаписывающие лейблы, после чего он вернулся в Новую Зеландию в 2008 году. В 2011 году он выпустил свой дебютный сольный альбом Forever Dolphin Love, получивший признание критиков и успех, особенно в Европе. Его второй альбом Caramel был выпущен в 2013 году и был описан Pitchfork как «нержавеющий мир, который одновременно тревожит и уместен». С тех пор Мокасин выпустил ряд альбомов, последним из которых стал Jassbusters Two 2021 года, «продолжение» его альбома Jassbusters 2018 года. Кроме того, он написал музыку и продюсировал свои собственные фильмы, такие как визуальная интерпретация Jassbusters и Bostyn 'n Dobsyn.
Музыка Мокасина известна своей нетрадиционной тематикой, темами, стилями и инструментарием; его положительно характеризуют как откровенно «странного» и пионера «триппи, мутированного соула». Его международный успех примечателен тем, что он намного затмил его успех на родине. Среди артистов, выразивших ему восхищение, — Бек и Radiohead, с последними из которых он гастролировал в 2012 году в рамках аншлагового австралийского тура по Окленду, Брисбену, Сиднею и Мельбурну . Среди тех, кто назвал его влиятельным человеком, — Beach House, Tyler, the Creator, Нилюфер Янья, Джеймс Блейк и Шарлотта Генсбур, с двумя последними он с тех пор сотрудничал. Блейк назвал Мокасина своим личным другом и наставником, сказав, что «его присутствие всегда заставляет меня чувствовать, что я могу сделать что угодно».
Коннан Мокасин также работал с Лоуренсом Арабией, Лиамом Финном, Девом Хайнсом, Миком Флитвудом и MGMT, а также со своим отцом над альбомом 2021 года It’s Just Wind, выпущенным на американском лейбле Mexican Summer. Он жил и работал в Лондоне, Льюисе, Веллингтоне, Манчестере, Лос-Анджелесе и Токио. Состоит в отношениях с японской гламурной моделью Хироми Осимой; у пары есть дочь.

## Карьера

### Ранние годы
Мокасин родился в Ньютауне, Веллингтон, осенью 1983 года, и вырос в «изящном поселке» Те Аванга в Хокс-Бей в семье Аде Хосфорда, музыканта, ранее игравшего в Autumn Stone и Philharmonia Orange. Он «прекрасно» провел время, выросший на «винограднике» у Тихого океана, где было «много хороших вин». Мокасин основал свою первую группу «The Four Skins» (название группе дал отец Коннана — Ада, «потому что на барабанах четыре скина») во время учебы в средней школе Havelock North в 1995 году.
В 2003 году, вернувшись на место своего рождения в Веллингтон, Мокасин некоторое время играл в группе под названием «The Hornery Stiffmen» (позже ставшей названием трека на «Please Turn Me to The Snat»), состоящей из Блейка Прайора (бас) (который позже появился как актер в «Bostyn 'n Dobsyn») и Кристофер Чалмерс (ударные), прежде чем сформировать свою основную новозеландскую группу «Connan and the Mockasins», названную в честь интереса Коннана к изготовлению обуви. Вместе с Коннаном играли Росс Уокер (акустический бас) и Шеймус Эббс (ударные). Именно с этой группой Коннан переехал в Лондон в мае 2006 года после выпуска второго EP «Uuu It’s Teasy».

### Forever Dolphin Love(2010—2012)

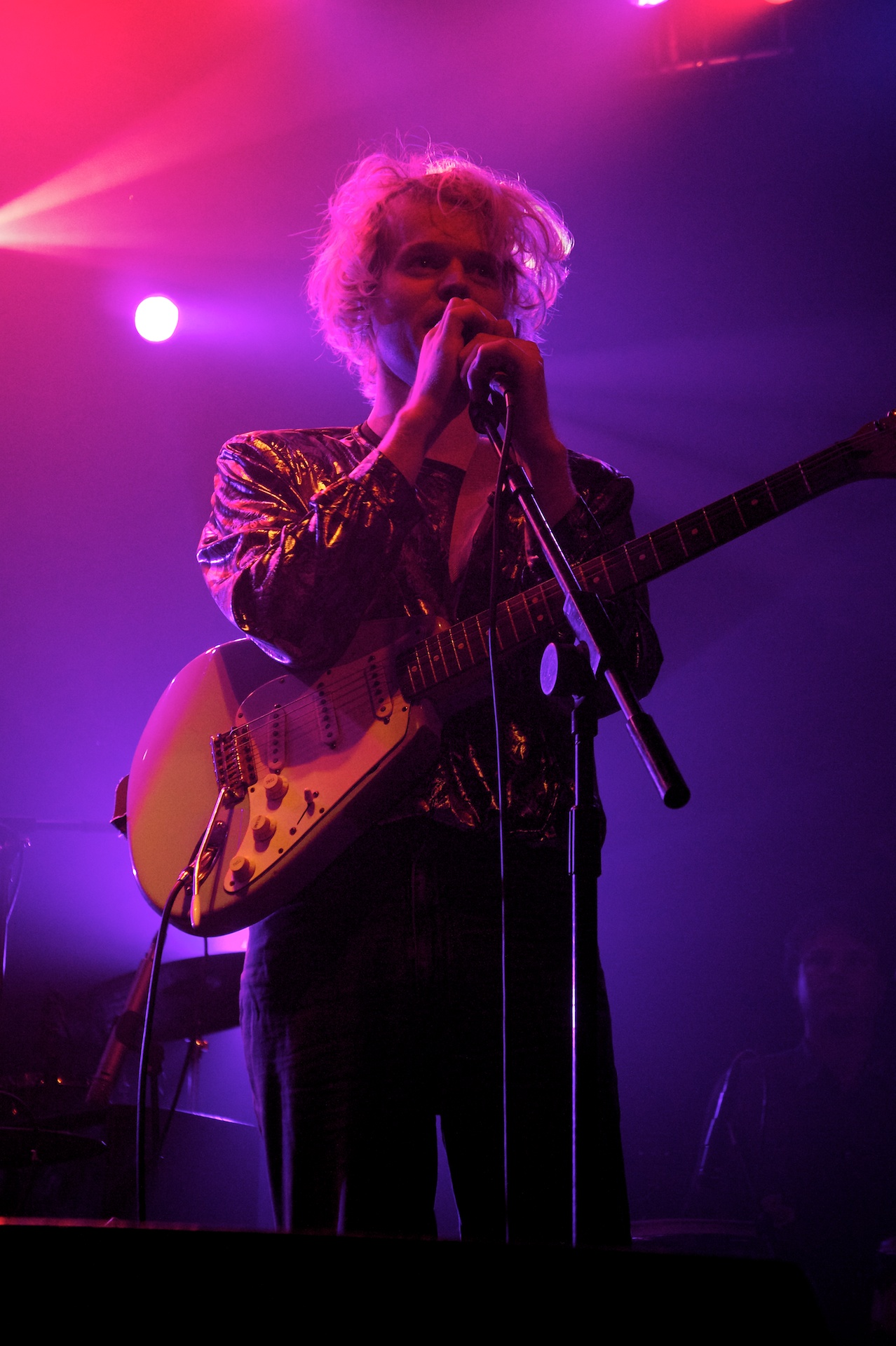
Мокасин в поддержку Warpaint, Кембридж, Массачусетс, США, 2011 г.

Первым релизом под названием «Connan Mockasin» стал альбом 2010 года «Please Turn Me to The Snat», который в следующем году был переиздан как «Forever Dolphin Love». Стиль этого альбома существенно изменился по сравнению с предыдущими работами Коннана, и критики описали его как «плавный», «извилистый и блаженный», «на первый взгляд легкий» и «завораживающий». В разговоре о том, почему он записал этот альбом, Мокасин сказал: «Он никогда не предназначался для выпуска. . . На самом деле, это просто я был глупым, и мама заставила меня это сделать». Запись проходила в его доме в Те Аванге. Переизданная версия на 2CD включала концертную запись под названием «Forever Dolphin Live», записанную в квартире в Лондоне.
Именно на этом этапе Хосфорд собрал воплощение существующей концертной группы Коннана Мокасина: Мэтью Экклс (ударные), Николас Харсант(бас), Сэм Даст(клавишные) и Рори Маккарти(перкуссия).

### Caramel(2013)

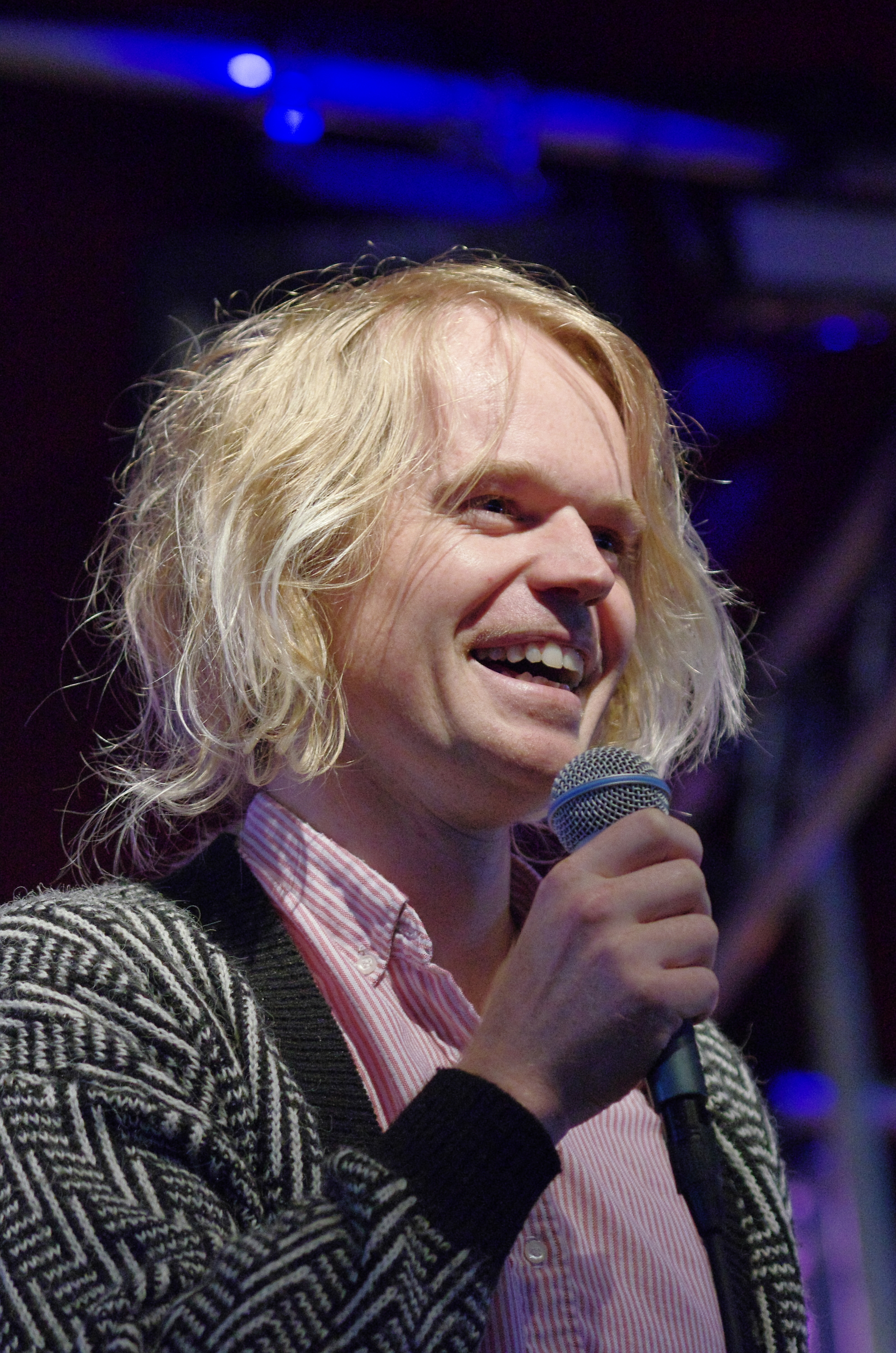
Мокасин в 2013 году

Мокасин и группа гастролировали с Шарлоттой Генсбур в качестве ее концертной группы после того, как Мокасин написал песню «Out of Touch» для ее альбома 2011 года Stage Whisper.
Коннан Мокасин гастролировал с Radiohead по Австралии и Новой Зеландии в течение ноября 2012 года, давая аншлаговые концерты в Окленде, Брисбене, Сиднее и Мельбурне.
Мокасин объявил о выпуске своего второго альбома Caramel в сентябре 2013 года. Он был выпущен в ноябре следующего года. Коннан прокомментировал: «Я хотел сделать что-то простое. Что-то приятное и спокойное. Мне понравилось это название, и альбом появился именно под ним. Я чувствовал, что именно такой будет „карамельная“ музыка». Альбом был записан в номере отеля в Токио: «Я знаю нескольких человек в Японии. У нас были небольшие ночевки, немного веселья, немного выпивки и все такое. Мне понравилась атмосфера. Это был просто гостиничный номер, две кровати. Было приятно.» Критики заявили, что этот альбом «требует терпения» и оставляет ощущение, будто «время растягивается». В него вошли синглы «I’m The Man That Will Find You» и «Do I Make You Feel Shy?» .
Что касается обложки альбома, Мокасин хотел «простую фотографию». Он признал, что у него «несколько разных идей», и он даже подумывал об изменении обложки альбома после первого тура.

### JassbustersandBostyn 'n Dobsyn(2018—2021)
15 августа 2018 года на страницах Коннана Мокасина в социальных сетях появилась новая музыка и даты тура. «Con Conn Was Impatiente» станет первым релизом с грядущего альбома Jassbusters . 19 сентября вышел альбом «Charlotte’s Thong» (также взятый из Jassbusters), тезкой которого, по слухам, является Шарлотта Генсбур, сотрудничавшая с Mockasin. Jassbusters был записан за одну неделю в студии Ferber, Париж, в августе 2016 года и стал первым альбомом Коннана Мокасина, в котором участвовала гастролирующая группа Мокасина (Николас Харсант, Мэтью Экклс, Рори Маккарти).
Jassbusters будут сопровождать пятисерийный фильм «Bostyn 'n Dobsyn», написанный и снятый Коннаном, на разработку которого предположительно ушло 20 лет, а свою нынешнюю форму он приобрел после 10-дневных съемок в Лос-Анджелесе в июле 2016 года В фильме рассказывается история мистера Бостина (Коннан Тант Хосфорд) и его ученика Дж. Добсина (Блейк Прайор), а Коннан и его группа играют в составе группы учителей музыки. Премьера первого эпизода «Belly Bubble» состоялась в театре Vista в Лос-Анджелесе перед концертом Jassbusters, за которым последовало выступление Коннана Мокасина.

### Jassbusters Two(2021)
В ноябре 2021 года Mockasin выпустили следующий альбом Jassbusters Two, в пресс-релизе которого отмечалось: « Jassbusters Two обнаруживает, что Коннан Мокасин снова возглавляет вымышленную группу школьных учителей из пока еще почти неизданного дневного телевизионного мини-сериала Bostyn 'n Dobsyn . Записано в Gary’s Electric Studio в Бруклине, Мокасин вместе с реальными коллегами Jassbusters (Николас Харсант на басу, Мэтью Экклс на барабанах и Рори Маккарти, он же Infinite Bisous, на ритм-гитаре), фристайлировал длинные концертные дубли, плавно переплетаясь под, поверх и прямо сквозь размытые риффы друг друга».

## Коллаборации
После намека на такое сотрудничество с 2010 года, в октябре 2016 года появился альбом Мокасина с Сэмом Дастом (Сэм Истгейт из Late of the Pier) «Soft Hair» Альбом был записан в основном в Лафборо, в тот период, когда Хосфорд считал, что заразился ВИЧ. Когда его спросили, почему его выпуск занял так много времени, Коннан просто ответил: «Мы поссорились».
В 2015 году Мокасин и британский художник Девонте Хайнс выпустили расширенный спектакль Myths 001: Collaborative Recordings Captured в Марфе, штат Техас, 9-16 марта 2015 года в рамках «Мексиканского лета» в рамках своей серии «Marfa Myths».
После обширного тура по Соединённым Штатам с австралийским исполнителем Кирин Дж. Каллинаном, Мокасин появился на релизе «The Teacher», выпущенном в ноябре 2015 года на парижском лейбле Record Makers.
Коннан некоторое время курировал концерты под названием «Mockasin’s Wet Dream», первый из которых состоялся в лондонском клубе Moth Club в сотрудничестве с музыкальной онлайн-библиотекой Tasty Morsels, базирующейся в Чарнвуде . Вечером выступили Джеймс Блейк (который недавно объявил об участии Мокасина в его альбоме «The Color in Anything»), отец Мокасина, Эйд, Лиам Финн и Infinite Bisous (Рори Маккарти из гастрольной группы Connan Mockasin). Второй Wet Dream состоится на техасском фестивале Marfa Myths, организованном американским лейблом Mexican Summer, и будет включать в себя выступления Ариэля Пинк и Эндрю Ван Вингардена .
Вернувшись к коллегам по группе BARB Джеймсу Милну и Лиаму Финну, Коннан время от времени давал концерты в Новой Зеландии под названием «Mockasin Arabia Finn». Во время концерта в Хрустальном дворце Окленда Коннан исполнил песню Fleetwood Mac эпохи Питера Грина "I Need Your Love So Bad" вместе с Миком Флитвудом.
Коннан участвовал в записи третьего альбома Джеймса Блейка "The Color in Anything", сыграв на бас-гитаре в «Noise Beyond Our Heads». Джеймс назвал Коннана своим вдохновителем, добавив: «Меня, танцующего или двигающегося на сцене, никто никогда не должен видеть. Но когда он рядом, я всегда чувствую, что могу сделать все». Во время тура, посвященного продвижению его новой пластинки, Коннан периодически выходил на сцену, исполняя сольные партии. Позже Джеймс исполнил песню «Momo’s» с альбома Mockasin «Jassbusters» 2018 года.
Mockasin фигурирует в альбоме MGMT Little Dark Age 2018 года, и его можно увидеть в видеоклипе на заглавный трек альбома .
Во время выпуска Marfa Myths в 2018 году отец Коннана Аде присоединился к группе, чтобы записать новый альбом, который был полностью импровизирован. По слухам, дата выхода — начало 2019 года. В конечном итоге альбом был выпущен 14 июля 2021 года под названием It’s Just Wind .

## Оборудование

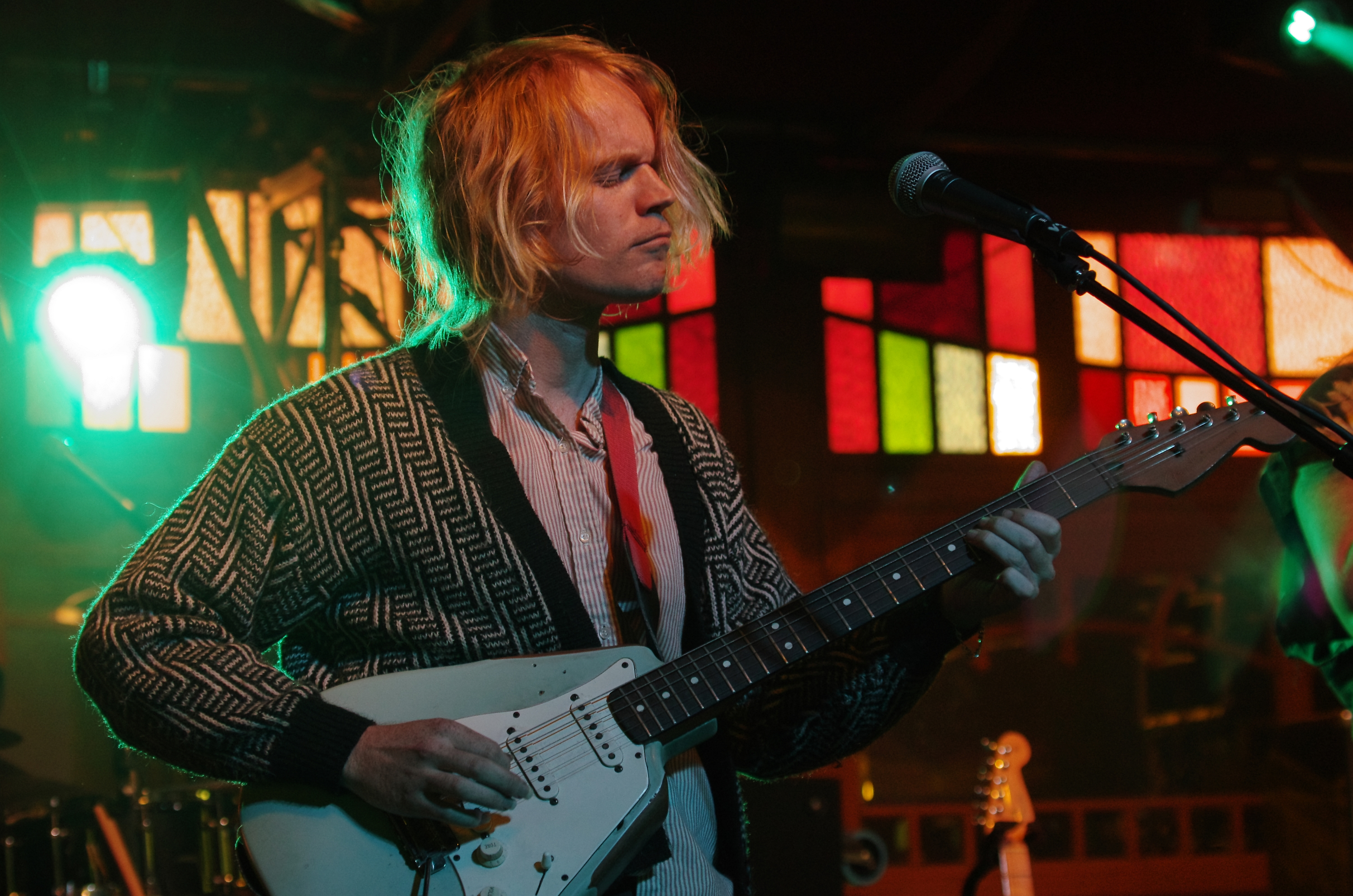
Мокасин играет на своем Fender Stratocaster

Примерно с 2005 года, выступая с группой «Connan and the Mockasins», Хосфорд играет на своем переделанном Fender Stratocaster — небесно-голубой модели мексиканского производства 90-х годов, которую он выпилил вручную (как он позже повторил с новым Stratocaster на сцене в Нью-Йорке на фестивале National Sawdust). Наряду со своим вторым обновленным Stratocaster, Коннан также играл на черном Silvertone 1448., как видно из видео на версию Коннана песни Blonde Redhead «Defeatist Anthem».
Во многих своих произведениях Мокасин использует «гитарный вой».

## Дискография
Коннан Мокасин:
| Заголовок                    | Подробности                                                            | Пиковые позиции в чартах | Пиковые позиции в чартах | Пиковые позиции в чартах |
| Заголовок                    | Подробности                                                            | Новая Зеландия           | ФРА                      | БЕЛ                      |
| ---------------------------- | ---------------------------------------------------------------------- | ------------------------ | ------------------------ | ------------------------ |
| Please Turn Me into the Snat | Самовыпущен в 2010 году                                                | 39                       | —                        | —                        |
| Forever Dolphin Love         | Выпущен в 2011 году лейблами Phantasy и Because Music                  | —                        | 164                      | —                        |
| Caramel                      | Выпущен в 2013 году лейблами Phantasy, Because Music и Mexican Summer. | —                        | —                        | 195                      |
| Jassbusters                  | Выпущено в 2018 году лейблом Mexican Summer.                           | —                        | —                        | 190                      |
| It’s Just Wind               | Выпущено в 2021 году лейблом Mexican Summer.                           | —                        | —                        | —                        |
| Jassbusters Two              | Выпущено в 2021 году лейблом Mexican Summer.                           | —                        | —                        | —                        |

Connan and the Mockasins
- Naughty Holidays (2004)
- Uuu It’s Teasy (2006)
- Sneaky Sneaky Dogfriend (2006) (EMI, Regal)

Совместно с BARB
- Barb (2010)[54]
- «Havin' a Baby»[55]

Совместно с Девом Хайнсом
- Миф 001: Совместные записи, сделанные в Марфе[56]

Совместно с Soft Hair
- Soft Hair (2016)

## Мода
Он помог Карен Уокер запустить ее первую коллекцию очков для мужчин под названием Monumental. В коллекции представлены «смелые» и «геометрические» очки в «эффектной оправе». Карен Уокер хотела работать с Мокасином из-за его «стиля». В частности, она назвала его «музыку, его идеи, его концепции» и «его собственный внешний вид» явным доказательством того, что он «не гонится за стаей и не следует за тенденциями». Уокер утверждает, что он «современная икона» и что он «на самом деле лучше, чем икона».
Журнал Vogue назвал его «заводным» и «живым».